# Christian Høegh
Hans Jørgen Christian Høegh (30. april 1738 - 10. december 1805) var en dansk præst og landøkonom. Han var bror til Ove Høegh-Guldberg. 
Høegh hørte til de ikke få præster, der i 18. århundredes slutning kastede sig over landbruget og landbospørgsmål. Hans hovedværk er en Vejvisning for en Bonde, som har faaet sine Jorder udskiftede af Fællesskabet, der udkom 3 år efter loven om udskiftning 15. juni 1792 og med sine mange og udførlige råd blev til stor nytte. Skriftet blev hædret med Landhusholdningsselskabets 1. guldmedalje og oversat på tysk og svensk.